# 夾竹桃は赤い花
「夾竹桃は赤い花」（きょうちくとうはあかいはな）は小柳ルミ子の19枚目のシングル。1976年7月10日にワーナー・パイオニアから発売された。

## 概要
表題曲、およびカップリングの「さよなら私の恋」の2曲とも、小柳主演のミュージカル『私はオンディーヌ』のために制作されたものである。
「夾竹桃は赤い花」の歌詞は、小柳と同様に渡辺プロに在籍していた沢田研二が1971年に発表した、やはり岩谷時子・宮川泰のコンビによるソロ・デビュー・シングル「君をのせて」と同じく、友情をテーマとしている。

## 収録曲
1. 夾竹桃は赤い花 （3'12"）
作詞：岩谷時子、作曲・編曲：宮川泰
2. （「私はオンディーヌより」）さよなら私の恋 （4'22"）
作詞：岩谷時子、作曲・編曲：宮川泰